# Frankenia decurrens
Frankenia decurrens är en frankeniaväxtart som beskrevs av Victor Samuel Summerhayes. Frankenia decurrens ingår i släktet frankenior, och familjen frankeniaväxter. Inga underarter finns listade i Catalogue of Life.